# Liste der Biografien/Conn
Liste der Biografien |
Portal Biografien |
Personensuche
# |
A |
B |
C |
D |
E |
F |
G |
H |
I |
J |
K |
L |
M |
N |
O |
P |
Q |
R |
S |
T |
U |
V |
W |
X |
Y |
Z |
?
 
Ca |
Cb |
Cc |
Ce |
Ch |
Ci |
Cj |
Ck |
Cl |
Cm |
Cn |
Co |
Cr |
Cs |
Ct |
Cu |
Cv |
Cw |
Cy |
Cz
 
Coa–Cod |
Coe–Cok |
Col |
Com |
Con |
Coo–Coq |
Cor |
Cos |
Cot |
Cou |
Cov |
Cow |
Cox |
Coy |
Coz
 
Cona |
Conb |
Conc |
Cond |
Cone |
Conf |
Cong |
Conh |
Coni |
Conj |
Conk |
Conl |
Conn |
Cono |
Conq |
Conr |
Cons |
Cont |
Conu |
Conv |
Conw |
Cony |
Conz
Die Liste der Biografien führt alle Personen auf, die in der deutschsprachigen Wikipedia einen Artikel haben. Dieses ist eine Teilliste mit 262 Einträgen von Personen, deren Namen mit den Buchstaben „Conn“ beginnt.

## Conn
- Conn, Billy (1917–1993), US-amerikanischer Boxer
- Conn, Bobby (* 1967), US-amerikanischer Musiker, Songwriter und Performance-Künstler
- Conn, Charles G. (1844–1931), US-amerikanischer Politiker
- Conn, Didi (* 1951), US-amerikanische Schauspielerin
- Conn, Jerome W. (1907–1994), amerikanischer Internist und Endokrinologe
- Conn, John Peebles (1883–1960), schottischer Violinist, Dirigent und Musikpädagoge
- Conn, Pamela, US-amerikanische Filmproduzentin
- Conn, Robert (* 1969), US-amerikanischer Tänzer und Ballettdirektor
- Conn, Shelley (* 1976), britische SchauspielerinShelley Conn (* 1976)

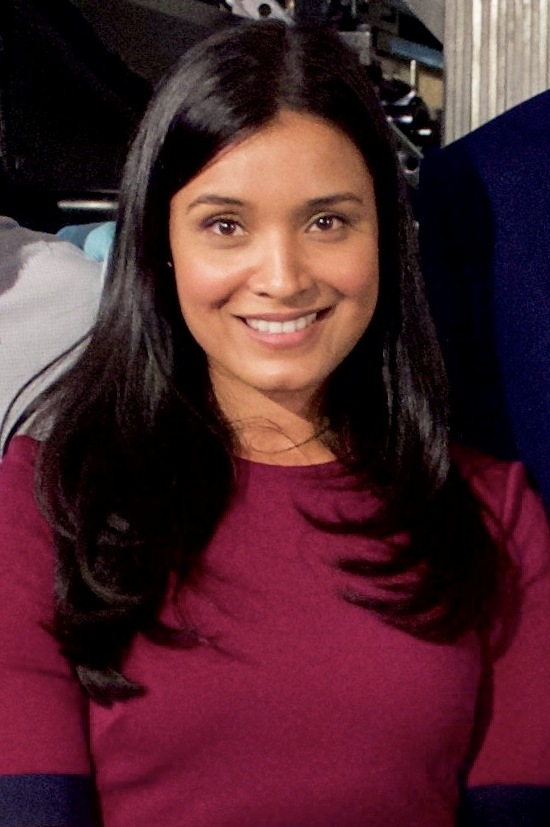
Shelley Conn (* 1976)

- Conn, Terri (* 1975), US-amerikanische Schauspielerin
- Conn, Tony (1937–2024), US-amerikanischer Rockabilly-Musiker

### Conna
- Connachan, Eddie (1935–2021), schottischer Fußballtorwart
- Connad († 629), König des irisch-schottischen Königreichs Dalriada
- Connah, Douglas John (1871–1941), US-amerikanischer Landschaftsmaler, Porträtmaler und Illustrator
- Connaire, Michael (* 1968), US-amerikanischer Tenor
- Connal, Graeme (* 1969), schottischer Curler
- Connally, Idanell Brill (1919–2006), US-amerikanische Politikergattin, First Lady von Texas
- Connally, John (1917–1993), US-amerikanischer Politiker, Marineminister, Gouverneur von Texas, Finanzminister
- Connally, Tom (1877–1963), US-amerikanischer Politiker (Demokratische Partei)
- Connan, François de (1508–1551), französischer Rechtsgelehrter
- Connan, Katrin (* 1979), deutsche Bühnen- und Kostümbildnerin
- Connard, Leo (1860–1931), österreichischer Schauspieler und Regisseur
- Connare, Vincent (* 1960), US-amerikanischer Schriftdesigner und Microsoft-Mitarbeiter
- Connare, William Graham (1911–1995), US-amerikanischer Geistlicher, römisch-katholischer Bischof von Greensburg
- Connarn, John P. (1918–2002), US-amerikanischer Richter und Politiker
- Connarty, Michael (* 1947), schottischer Politiker
- Connaught, Arthur of (1883–1938), Mitglied der britischen Königsfamilie und Generalgouverneur in Südafrika (1920–1923)
- Connaught, Margaret of (1882–1920), Kronprinzessin von SchwedenMargaret of Connaught (1882–1920)

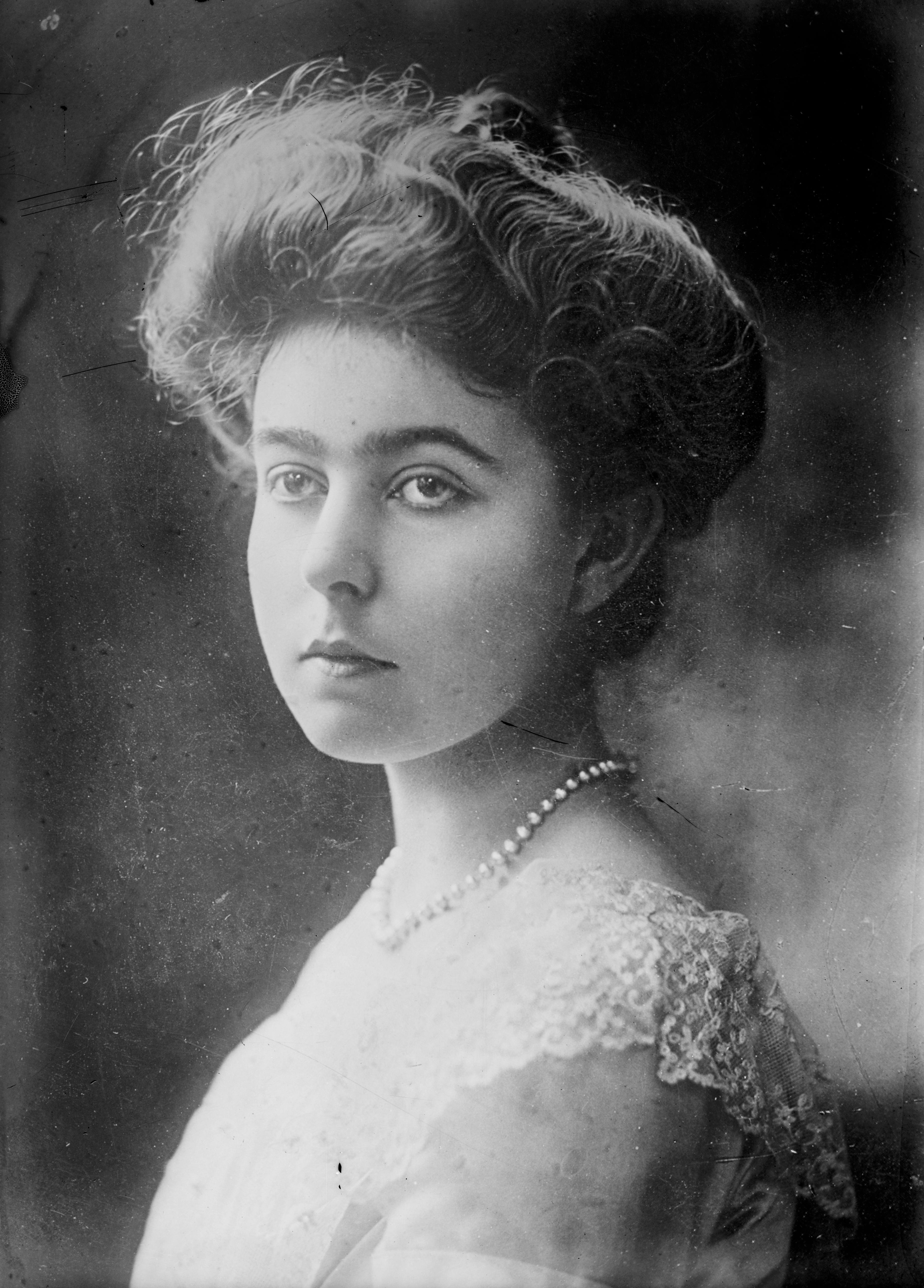
Margaret of Connaught (1882–1920)

- Connaughton, James L. (* 1961), US-amerikanischer Regierungsbeamter
- Connaughton, Pat (* 1993), US-amerikanischer Basketballspieler und Baseballspieler
- Connaughton, Paul junior (* 1982), irischer Politiker (Fine Gael)
- Connaughton, Paul senior (* 1944), irischer Politiker (Fine Gael)
- Connaughton, Richard (* 1942), britischer Offizier und Sachbuchautor
- Connaughton, Shane (* 1941), britischer Schauspieler, Autor und Drehbuchautor
- Connauton, Kevin (* 1990), kanadischer Eishockeyspieler

### Conne
- Conne, Flavien (* 1980), Schweizer Eishockeyspieler
- Conne, Louis (1905–2004), Schweizer Bildhauer und Grafiker
- Connect-R (* 1982), rumänischer Hip-Hop- und Pop-Musiker; Musikproduzent und Schauspieler
- Conneff, Kevin (* 1945), irischer Folksänger (The Chieftains)
- Connell, Alan (1923–1999), US-amerikanischer Autorennfahrer, Rancher und Unternehmer
- Connell, Alex (1902–1958), kanadischer Eishockeytorwart
- Connell, Brian (1916–1999), britischer Journalist, Schriftsteller und Fernsehmoderator
- Connell, Charles Robert (1864–1922), US-amerikanischer Politiker
- Connell, Craig (* 1967), neuseeländischer Radrennfahrer
- Connell, David (* 1955), australischer Kameramann
- Connell, Desmond (1926–2017), irischer römisch-katholischer Geistlicher, Erzbischof von Dublin und Kardinal
- Connell, Elizabeth (1946–2012), südafrikanische Opernsängerin (Sopran)
- Connell, Evan S. (1924–2013), US-amerikanischer Schriftsteller
- Connell, Frank (1909–2002), US-amerikanischer Radrennfahrer
- Connell, Gaelan (* 1989), US-amerikanischer Schauspieler
- Connell, Grant (* 1965), kanadischer Tennisspieler
- Connell, John (1940–2009), amerikanischer Künstler
- Connell, John P. (1923–2015), US-amerikanischer Schauspieler
- Connell, Joseph H. (1923–2020), US-amerikanischer Ökologe
- Connell, Kelly (* 1956), US-amerikanischer Schauspieler
- Connell, Lena (1875–1949), englische-britische Fotografin und Suffragette
- Connell, Lindsey, britische Schauspielerin, Regisseurin und Schriftstellerin
- Connell, Luca (* 2001), irischer Fußballspieler
- Connell, Mick (* 1961), australischer Rollstuhltennisspieler
- Connell, Paul (* 1958), irischer römisch-katholischer Geistlicher und Bischof von Ardagh
- Connell, Raewyn (* 1944), australische GeschlechterforscherinRaewyn Connell (* 1944)

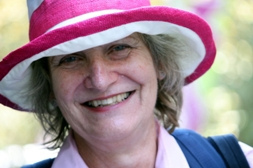
Raewyn Connell (* 1944)

- Connell, Richard (1893–1949), US-amerikanischer Journalist und Schriftsteller
- Connell, Richard E. (1857–1912), US-amerikanischer Politiker
- Connell, Shamilia (* 1992), Cricketspielerin der West Indies
- Connell, Thelma (1912–1976), britische Filmeditorin
- Connell, Will (1938–2014), US-amerikanischer Jazzmusiker
- Connell, William (1827–1909), US-amerikanischer Politiker
- Connell, William James (1846–1924), US-amerikanischer Politiker
- Connelly, Christopher (1941–1988), US-amerikanischer Schauspieler
- Connelly, George (* 1949), schottischer Fußballspieler
- Connelly, Henry (1800–1866), US-amerikanischer Politiker
- Connelly, Jennifer (* 1970), US-amerikanische SchauspielerinJennifer Connelly (* 1970)

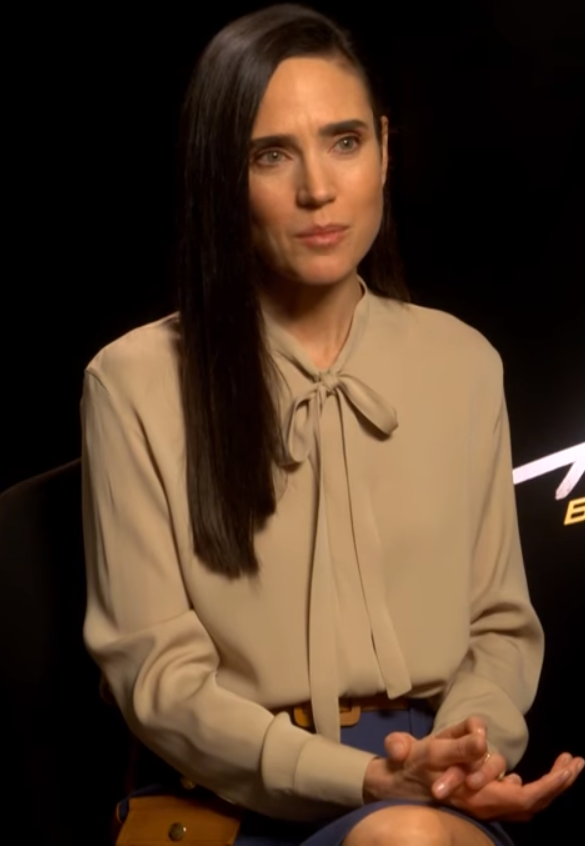
Jennifer Connelly (* 1970)

- Connelly, Joan Breton (* 1954), amerikanische Klassische Archäologin
- Connelly, Joe (1917–2003), US-amerikanischer Drehbuchautor
- Connelly, John (1938–2012), englischer Fußballspieler
- Connelly, John R. (1870–1940), US-amerikanischer Politiker
- Connelly, Marc (1890–1980), US-amerikanischer Journalist, Dramatiker und Schriftsteller
- Connelly, Michael (* 1956), US-amerikanischer Schriftsteller und FernsehproduzentMichael Connelly (* 1956)

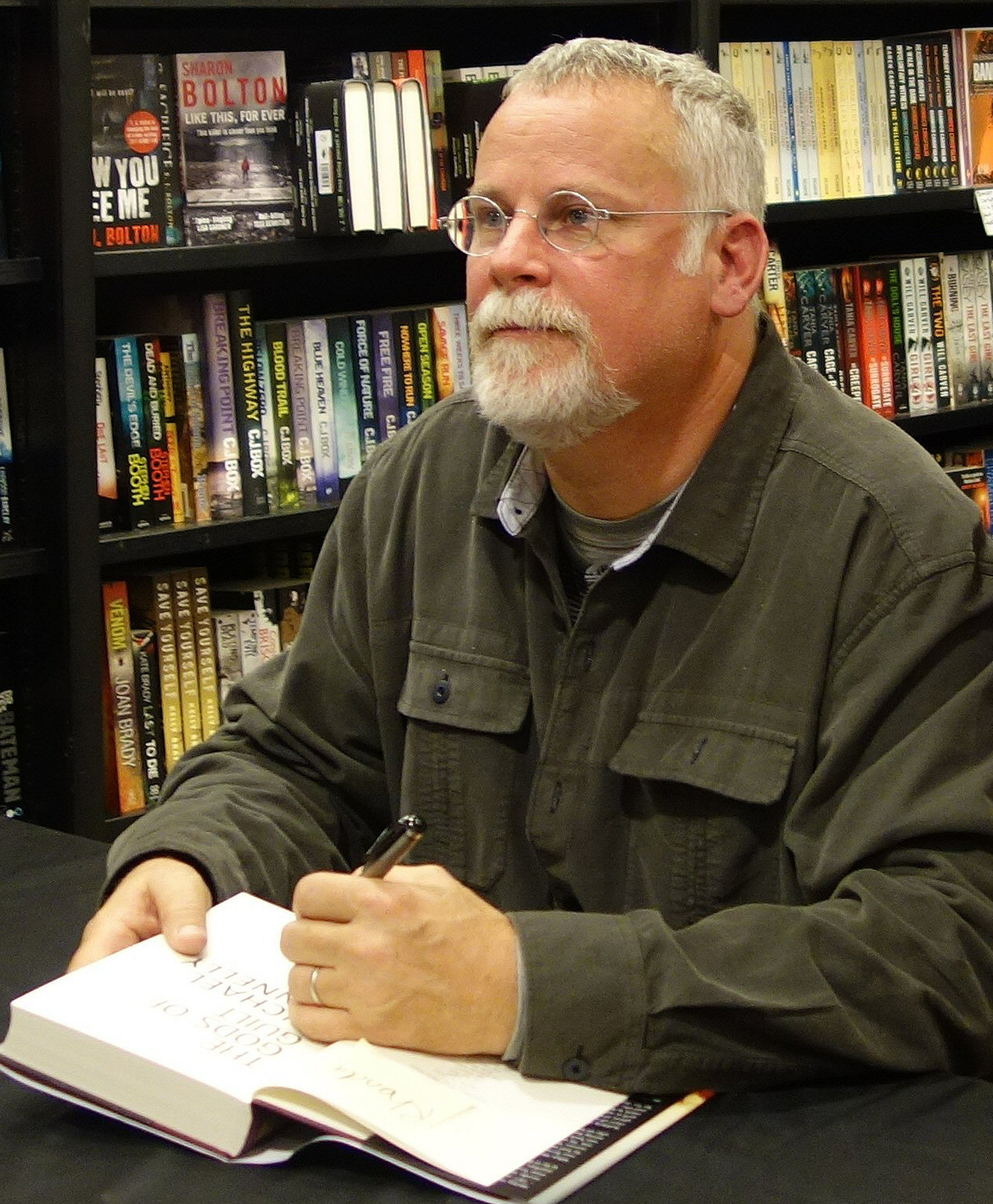
Michael Connelly (* 1956)

- Connelly, Peter (* 1972), britischer Komponist von Musik für Computerspiele und Sounddesigner
- Connelly, Robert (* 1942), US-amerikanischer Mathematiker
- Connelly, Ted (1918–2013), australischer Politiker, Sprecher des South Australian House of Assembly
- Connelly, Thomas, spanischer Dominikaner, Romanist, Hispanist, Grammatiker und Lexikograf irischer Herkunft
- Connelly, Wayne (* 1939), kanadischer Eishockeyspieler
- Connemann, Felix (1875–1935), deutscher Fregattenkapitän der Kaiserlichen Marine und Geschäftsmann
- Connemann, Gitta (* 1964), deutsche Politikerin (CDU), MdB
- Connen, Renaud (* 1980), französischer Fußballspieler
- Conner, Bart (* 1958), US-amerikanischer Kunstturner
- Conner, Bruce (1933–2008), US-amerikanischer Avantgarde-Künstler
- Conner, Chamarri (* 2000), US-amerikanischer American-Football-Spieler
- Conner, Chris (* 1983), US-amerikanischer Eishockeyspieler
- Conner, David (1792–1856), US-amerikanischer Marineoffizier
- Conner, David John (* 1947), britischer anglikanischer Bischof
- Conner, Dennis (* 1942), US-amerikanischer SeglerDennis Conner (* 1942)

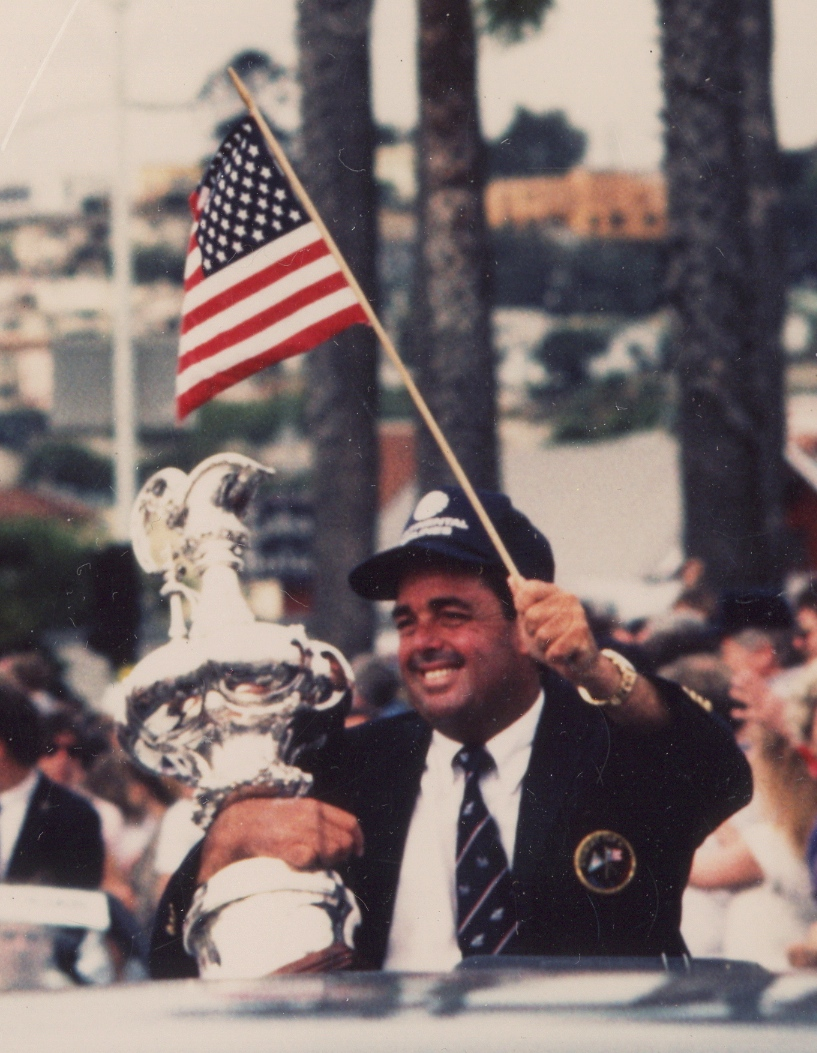
Dennis Conner (* 1942)

- Conner, Finis (* 1943), US-amerikanischer Unternehmer
- Conner, Fox (1874–1951), US-amerikanischer Generalmajor
- Conner, Frank (1908–1944), US-amerikanischer Hammerwerfer
- Conner, James (1829–1883), US-amerikanischer Jurist und Brigadegeneral des konföderierten Heeres im Sezessionskrieg
- Conner, James (* 1995), US-amerikanischer American-Football-Spieler
- Conner, James Perry (1851–1924), US-amerikanischer Politiker
- Conner, John C. (1842–1873), US-amerikanischer Politiker
- Conner, Kurtis (* 1994), kanadischer Komiker, YouTuber und Podcaster
- Conner, Lacey (* 1976), US-amerikanische Sängerin und Songwriterin
- Conner, Lamar Joseph (* 1959), US-amerikanischer Luftverkehrskaufmann
- Conner, Martin Sennett (1891–1950), US-amerikanischer Politiker
- Conner, Michael (* 1951), US-amerikanischer Science-Fiction-Schriftsteller
- Conner, Nadine (1907–2003), US-amerikanische Opernsängerin (Sopran)
- Conner, Pierre (1932–2018), US-amerikanischer Mathematiker
- Conner, Richard (1934–2019), US-amerikanischer Wasserspringer
- Conner, Ryan (* 1971), US-amerikanische Pornodarstellerin
- Conner, Samuel S. († 1820), US-amerikanischer Politiker
- Conner, Tara (* 1985), US-amerikanische Schönheitskönigin
- Conner, Thomas (* 1970), US-amerikanischer Journalist
- Conners, Barry (1883–1933), US-amerikanischer Schauspieler, Dramatiker und Drehbuchautor
- Conners, Gene (1930–2010), US-amerikanischer Jazz-Posaunist
- Conners, Joseph (* 1987), englischer Wrestler
- Connert, Fritz (1883–1945), rumänischer Politiker der deutschen Minderheit
- Connery, Jason (* 1963), britischer Schauspieler und Regisseur
- Connery, Lawrence J. (1895–1941), US-amerikanischer Politiker
- Connery, Neil (1938–2021), britischer Schauspieler in Film und Fernsehen
- Connery, Sean (1930–2020), schottischer Schauspieler, Filmproduzent und Oscar-PreisträgerSean Connery (1930–2020)

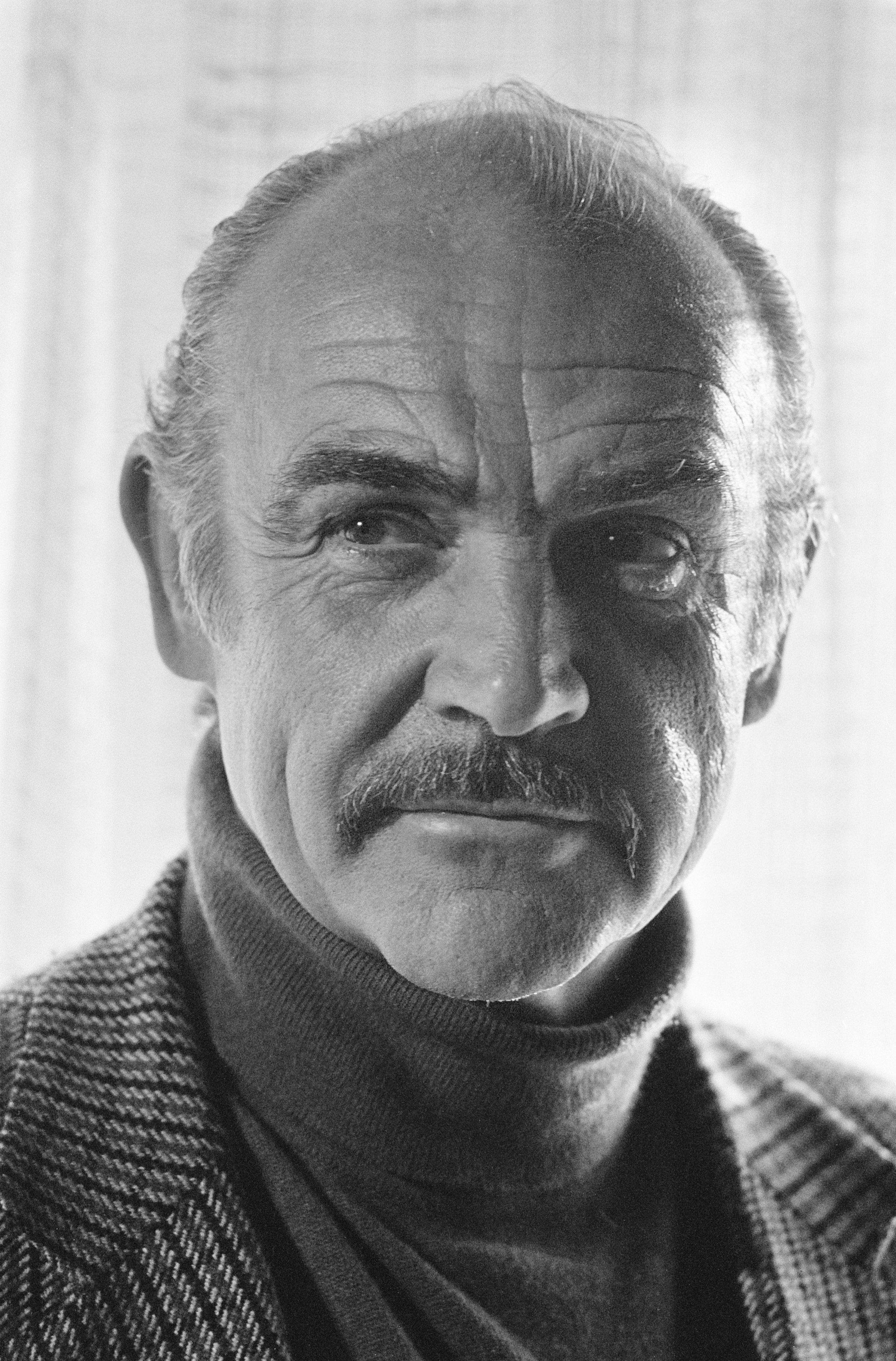
Sean Connery (1930–2020)

- Connery, William P. (1888–1937), US-amerikanischer Politiker
- Connes, Alain (* 1947), französischer Mathematiker
- Connes, Janine († 2024), französische Astronomin
- Conness, John (1821–1909), US-amerikanischer Politiker irischer Abstammung
- Connesson, Francis (* 1948), französischer Karambolagespieler und mehrfacher Welt- und Europameister
- Connesson, Guillaume (* 1970), französischer Komponist

### Conni
- Connick, Harry Jr. (* 1967), US-amerikanischer Sänger, Pianist und Schauspieler
- Connick, Seán (* 1963), irischer Politiker (Fianna Fáil)
- Conniff, Asher (* 1988), US-amerikanischer Pokerspieler
- Conniff, Ray (1916–2002), US-amerikanischer Komponist, Arrangeur, Orchesterleiter und Posaunist

### Conno
- Connolley, William (* 1964), britischer Informatiker, Autor, Blogger, Klimatist
- Connolly, Aaron (* 2000), irischer Fußballspieler
- Connolly, Aidan (* 1995), schottischer Fußballspieler
- Connolly, Bernard, britischer Finanzanalyst und EU-Beamter
- Connolly, Billy (* 1942), schottischer Komiker, Musiker, Moderator und SchauspielerBilly Connolly (* 1942)

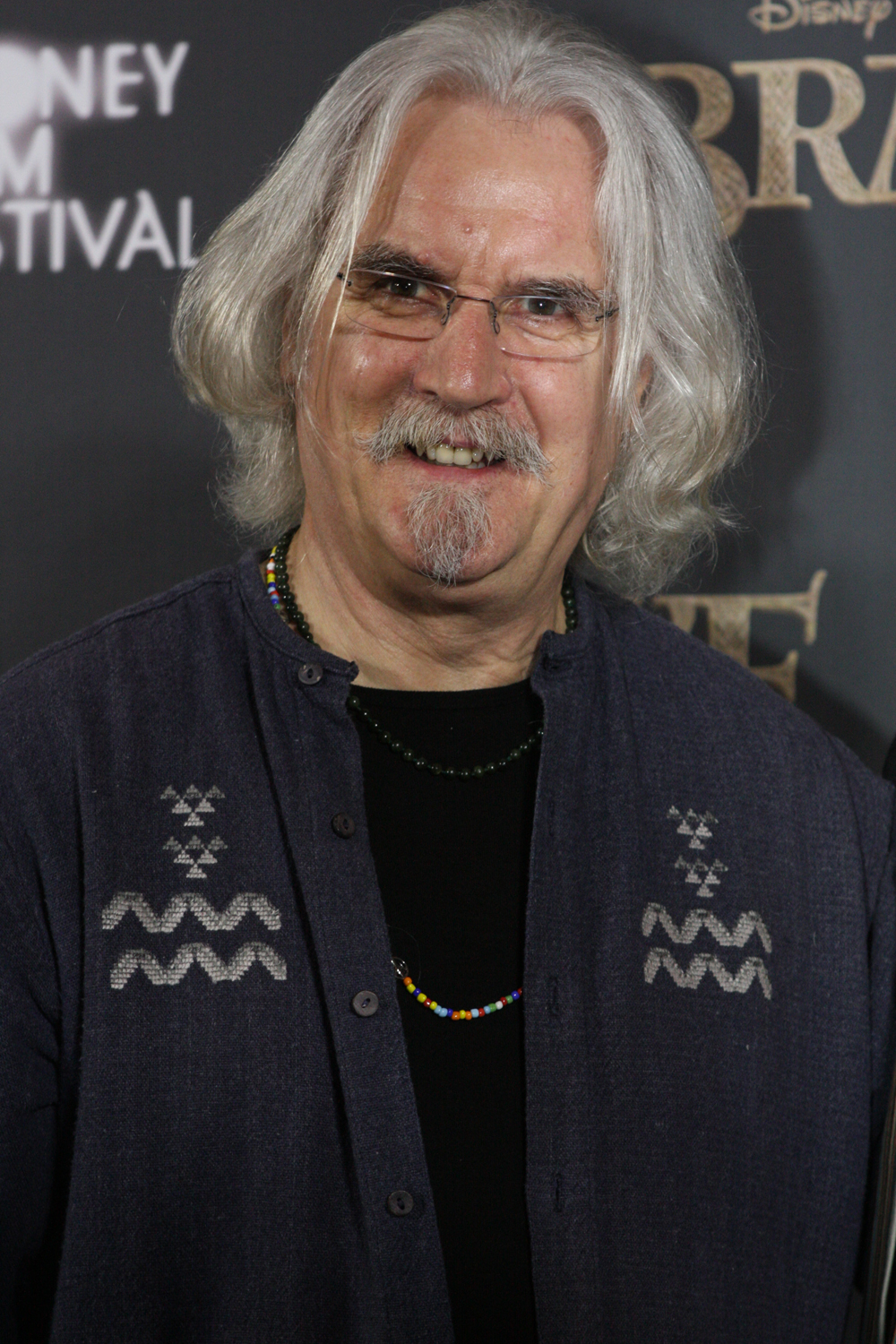
Billy Connolly (* 1942)

- Connolly, Bob (* 1945), australischer Filmemacher
- Connolly, Bobby (1897–1944), US-amerikanischer Choreograf und Filmregisseur
- Connolly, Brett (* 1992), kanadischer Eishockeyspieler
- Connolly, Brian (1945–1997), schottischer Musiker und Leadsänger der Rockband The Sweet
- Connolly, Catherine (* 1957), irische Politikerin, MdEPCatherine Connolly (* 1957)

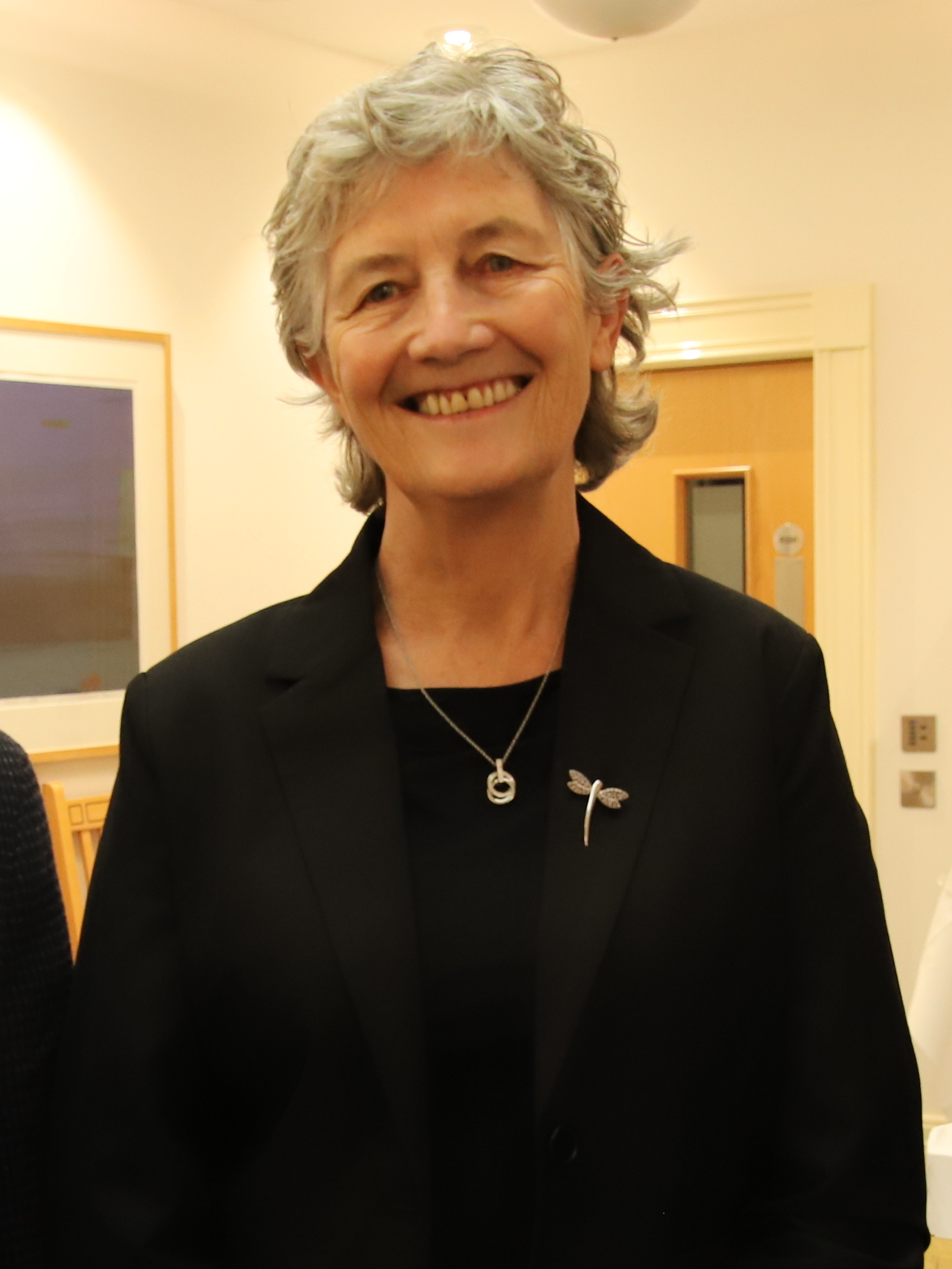
Catherine Connolly (* 1957)

- Connolly, Cathy (* 1956), US-amerikanische Politikerin
- Connolly, Chris (* 1987), amerikanischer Eishockeyspieler und -trainer
- Connolly, Cyril (1903–1974), britischer Schriftsteller, Literaturkritiker und Journalist
- Connolly, Daniel W. (1847–1894), US-amerikanischer Politiker
- Connolly, David (* 1977), irischer Fußballspieler
- Connolly, David (* 1980), irischer Skeletonsportler
- Connolly, Derek (* 1976), US-amerikanischer Drehbuchautor und Filmproduzent
- Connolly, Eddie (1876–1936), kanadischer Boxer im Weltergewicht
- Connolly, Ella (* 2000), australische Sprinterin
- Connolly, Erika (* 1998), US-amerikanische Schwimmerin
- Connolly, Francis (1873–1936), US-amerikanischer Weit- und Dreispringer
- Connolly, Ger (1937–2024), irischer Politiker
- Connolly, Gerry (1950–2025), US-amerikanischer Politiker
- Connolly, Hal (1931–2010), US-amerikanischer Leichtathlet
- Connolly, Harold Joseph (1901–1980), kanadischer Journalist, Premierminister der Provinz Nova Scotia
- Connolly, James (1868–1916), irischer Gewerkschafter und PolitikerJames Connolly (1868–1916)

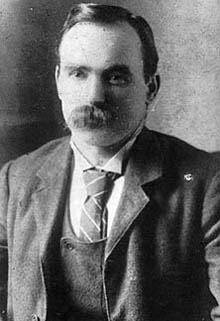
James Connolly (1868–1916)

- Connolly, James (1868–1957), US-amerikanischer Dreispringer, erster Olympiasieger der Neuzeit
- Connolly, James (1900–1940), US-amerikanischer Mittel- und Langstreckenläufer
- Connolly, James A. (1843–1914), US-amerikanischer Politiker
- Connolly, James G. (1886–1952), US-amerikanischer Politiker
- Connolly, James J. (1881–1952), US-amerikanischer Politiker
- Connolly, James Louis (1894–1986), US-amerikanischer Geistlicher, römisch-katholischer Bischof von Fall River
- Connolly, John († 1825), römisch-katholischer Ordensgeistlicher, römisch-katholischer Bischof von New York
- Connolly, John (* 1968), irischer Schriftsteller
- Connolly, John, irischer Politiker
- Connolly, John Joseph (1906–1982), kanadischer Politiker
- Connolly, John P. (* 1950), US-amerikanischer Schauspieler und Sänger
- Connolly, John W. (1911–1981), US-amerikanischer Politiker
- Connolly, Joseph (1840–1904), irisch-kanadischer Kirchenarchitekt
- Connolly, Joseph (1885–1961), irischer Politiker
- Connolly, Joseph (* 1950), britischer Journalist und Autor von Romanen und Sachbüchern
- Connolly, Kate (* 1971), britisch-deutsche Journalistin
- Connolly, Kevin (* 1974), US-amerikanischer Schauspieler und RegisseurKevin Connolly (* 1974)

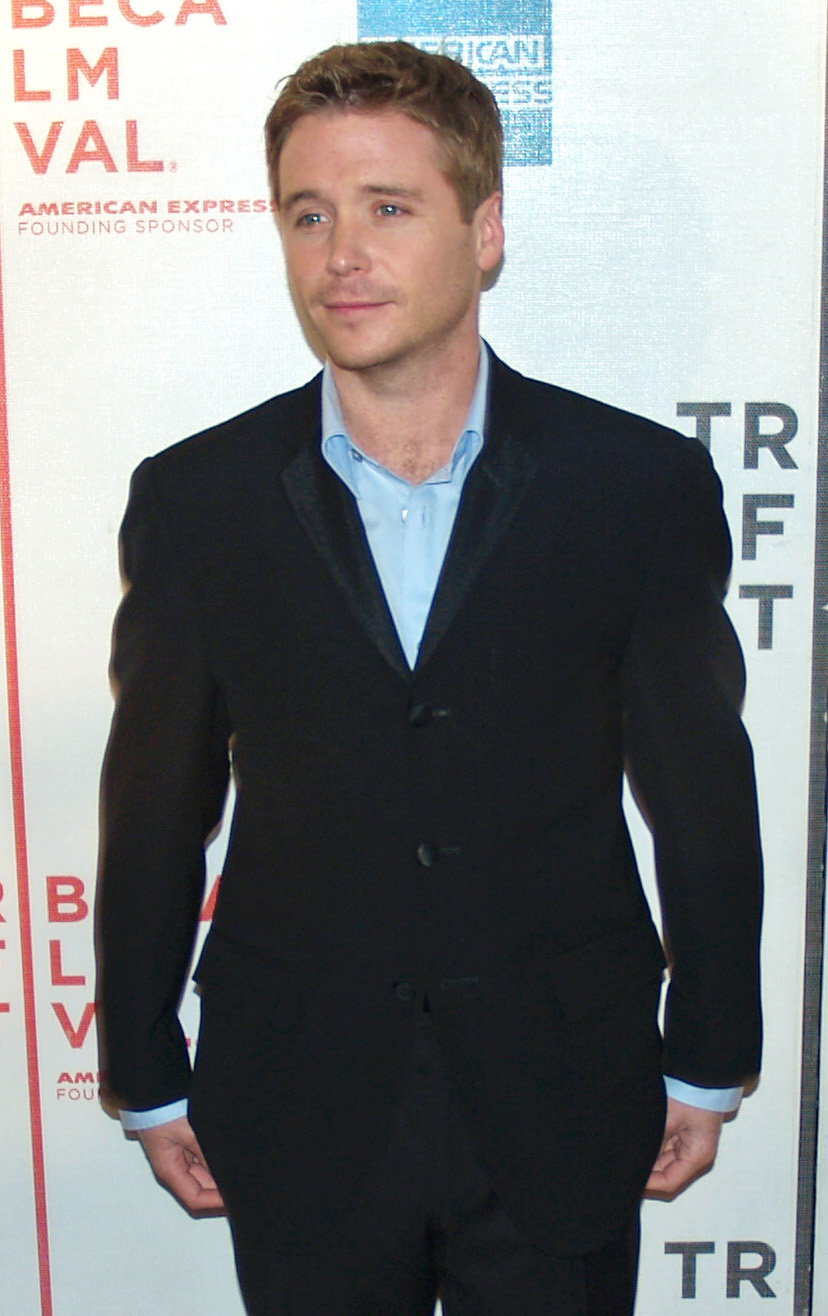
Kevin Connolly (* 1974)

- Connolly, Kiev, irischer Pop-Rock-Sänger
- Connolly, Kristen (* 1980), US-amerikanische Schauspielerin und Filmproduzentin
- Connolly, Matthew (* 1987), englischer Fußballspieler
- Connolly, Maureen (1934–1969), US-amerikanische Tennisspielerin
- Connolly, Maurice (1877–1921), US-amerikanischer Politiker
- Connolly, Megan (* 1997), irische Fußballspielerin
- Connolly, Mike (* 1989), deutsch-kanadischer Eishockeyspieler
- Connolly, Myles (1897–1964), US-amerikanischer Drehbuchautor und Filmproduzent
- Connolly, Norma (1927–1998), US-amerikanische Schauspielerin
- Connolly, Olga (1932–2024), tschechoslowakische, später US-amerikanische Leichtathletin und Olympiasiegerin
- Connolly, Patrick (1927–2016), irischer Rechtsanwalt, Attorney General of Ireland
- Connolly, Paudge (* 1953), irischer Politiker
- Connolly, Peter (1935–2012), britischer Autor, Illustrator und Experte für griechisch-römische Geschichte
- Connolly, Roddy (1901–1980), irischer Politiker
- Connolly, Sarah (* 1963), englische Opernsängerin (Mezzosopran)
- Connolly, Sybil (1921–1998), irische Modeschöpferin
- Connolly, Thomas Arthur (1899–1991), US-amerikanischer römisch-katholischer Geistlicher
- Connolly, Thomas Joseph (1922–2015), US-amerikanischer Geistlicher, römisch-katholischer Bischof von Baker
- Connolly, Thomas-Louis (1814–1876), irischer Ordensgeistlicher und römisch-katholischer Erzbischof von Halifax
- Connolly, Tim (* 1981), US-amerikanischer Eishockeyspieler
- Connolly, Tina, amerikanische Autorin von Fantasy und Science-Fiction
- Connolly, Walter (1887–1940), US-amerikanischer Schauspieler
- Connolly, William E. (* 1938), US-amerikanischer Philosoph und Politologe
- Connolly-Burnham, Louisa (* 1992), britische SchauspielerinLouisa Connolly-Burnham (* 1992)

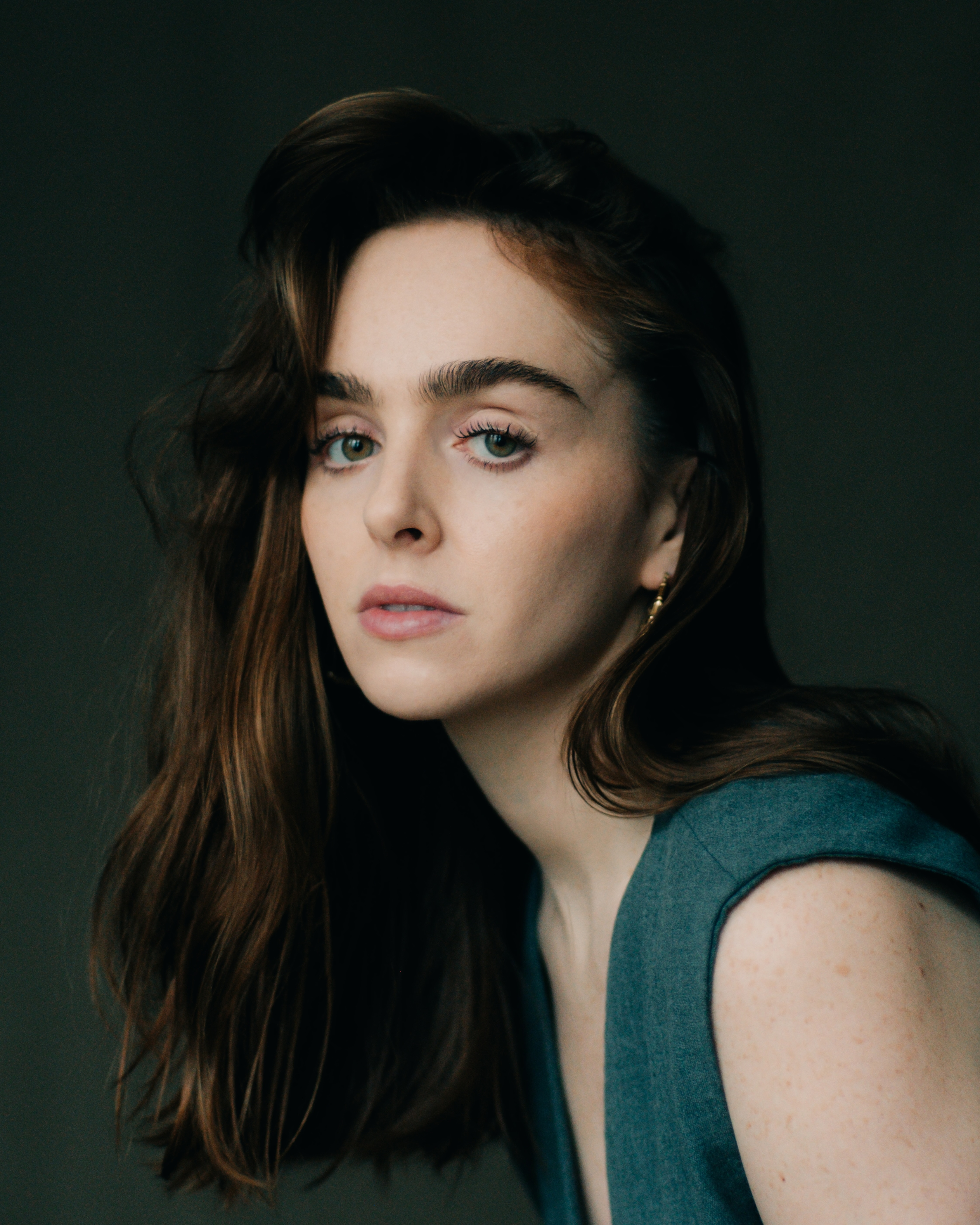
Louisa Connolly-Burnham (* 1992)

- Connor, Albert O. (1914–1989), US-amerikanischer Offizier, Generalleutnant der US Army
- Connor, Alice (* 1990), englische Schauspielerin
- Connor, Ashleigh (1989–2011), australische Fußballspielerin
- Connor, Ben, australischer Opernsänger der Stimmlage Bariton
- Connor, Ben (* 1992), britischer Leichtathlet
- Connor, Brian, US-amerikanischer Spezialeffektkünstler
- Connor, Bull (1897–1973), US-amerikanischer PolitikerBull Connor (1897–1973)

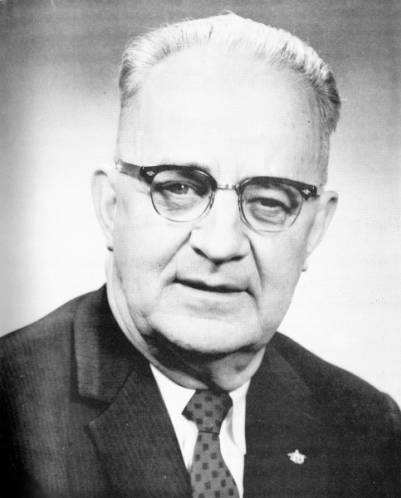
Bull Connor (1897–1973)

- Connor, Charles (1935–2021), amerikanischer Rock-’n’-Roll-Schlagzeuger
- Connor, Chris (1927–2009), US-amerikanische Jazz-Sängerin
- Connor, Dave (* 1945), englischer Fußballspieler und -trainer
- Connor, Edric (1913–1968), britischer Schauspieler
- Connor, George (1906–2001), US-amerikanischer Autorennfahrer
- Connor, George (1925–2003), US-amerikanischer American-Football-Spieler
- Connor, Hayley (* 1984), englische Badmintonspielerin
- Connor, Henry William (1793–1866), US-amerikanischer Politiker
- Connor, Herbert (1907–1983), deutsch-schwedischer Journalist, Musikkritiker und Musikpädagoge
- Connor, James (* 1995), australischer Wasserspringer
- Connor, James M. (* 1960), US-amerikanischer Schauspieler
- Connor, Joanna (* 1962), US-amerikanische Bluesmusikerin
- Connor, Joe (1874–1957), US-amerikanischer Baseballspieler
- Connor, John (1899–1955), irischer Politiker
- Connor, John (1944–2024), irischer Politiker
- Connor, John (* 1946), britischer Schriftsteller
- Connor, John T. (1914–2000), US-amerikanischer Politiker und Manager
- Connor, John William, britischer Physiker
- Connor, Jon (* 1985), US-amerikanischer Rapper
- Connor, Jordan (* 1991), kanadischer Schauspieler
- Connor, Keith (* 1957), britischer Dreispringer
- Connor, Kenneth (1918–1993), britischer Schauspieler
- Connor, Kevin (* 1937), englischer Filmregisseur, Filmeditor und Tonmeister
- Connor, Kit (* 2004), britischer SchauspielerKit Connor (* 2004)

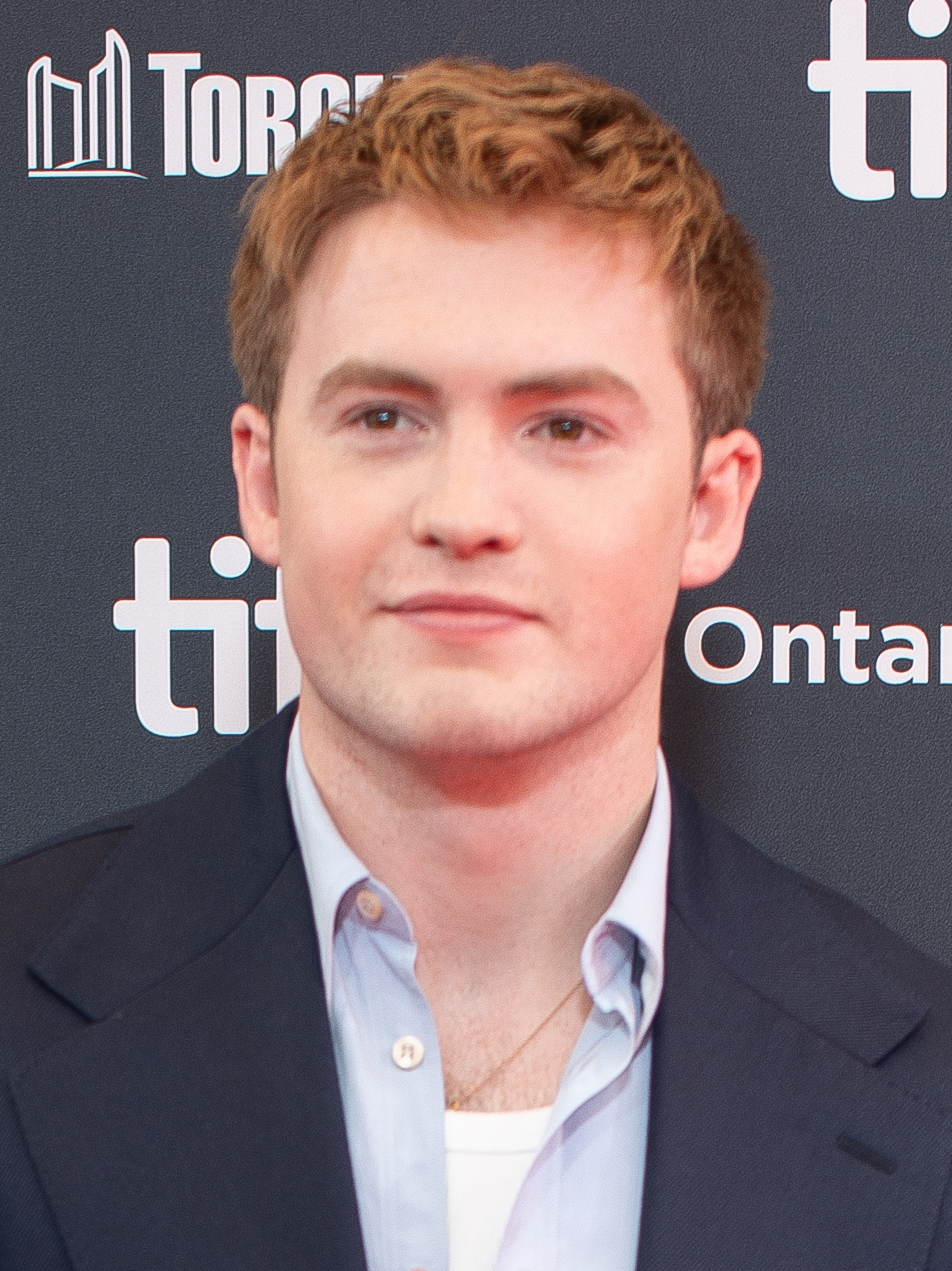
Kit Connor (* 2004)

- Connor, Kyle (* 1996), US-amerikanischer Eishockeyspieler
- Connor, Larry (* 1950), US-amerikanischer Unternehmer, Pilot, Philanthrop und Raumfahrer
- Connor, Linda (* 1944), US-amerikanische Fotografin
- Connor, Maggie (* 1963), US-amerikanische Freestyle-Skierin
- Connor, Patrick (1906–1989), irischer Politiker
- Connor, Ralph (1907–1990), US-amerikanischer Chemiker
- Connor, Robert Digges Wimberly (1878–1950), US-amerikanischer Historiker und der erste Archivar der Vereinigten Staaten
- Connor, Ryan (* 1984), nordirischer Radrennfahrer
- Connor, Sarah (* 1980), deutsche PopsängerinSarah Connor (* 1980)

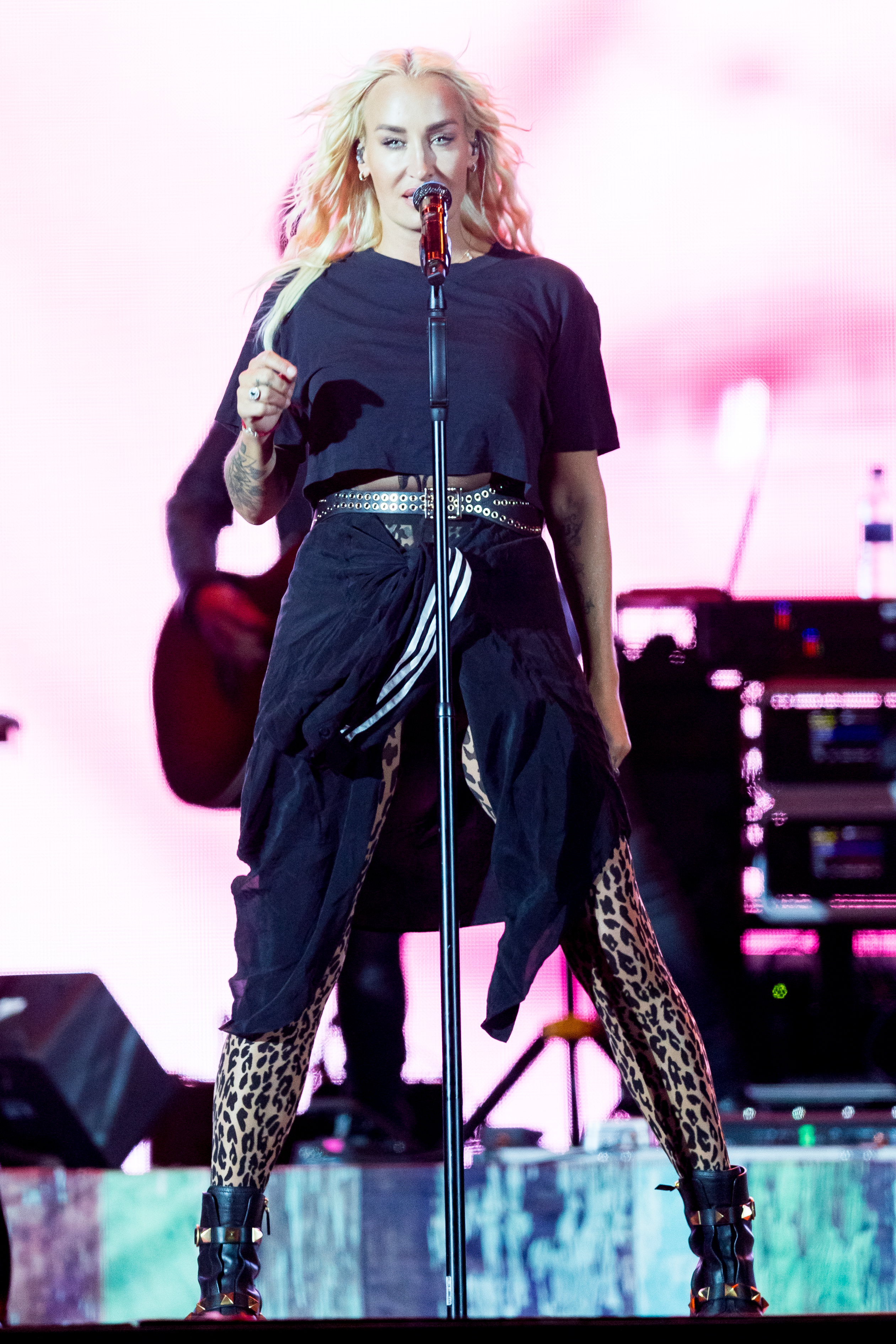
Sarah Connor (* 1980)

- Connor, Seldon (1839–1917), US-amerikanischer Politiker, Gouverneur von Maine
- Connor, Varise (1906–1994), US-amerikanischer Cajun-Musiker (Fiddlespieler)
- Connor, Walker F. (1926–2017), US-amerikanischer Politikwissenschaftler und Hochschullehrer
- Connor, Walter D. (1942–2022), US-amerikanischer Politikwissenschaftler, Soziologe und Hochschullehrer
- Connor, William (1921–1990), baptistischer Gründervater auf St. Kitts und Nevis
- Connor, William Bill (* 1959), US-amerikanischer Schauspieler, Stuntman, Filmproduzent und Krankenpfleger
- Connor, William D. (1864–1944), US-amerikanischer Politiker
- Connor, William Durward (1874–1960), US-amerikanischer Militär, General der US Army

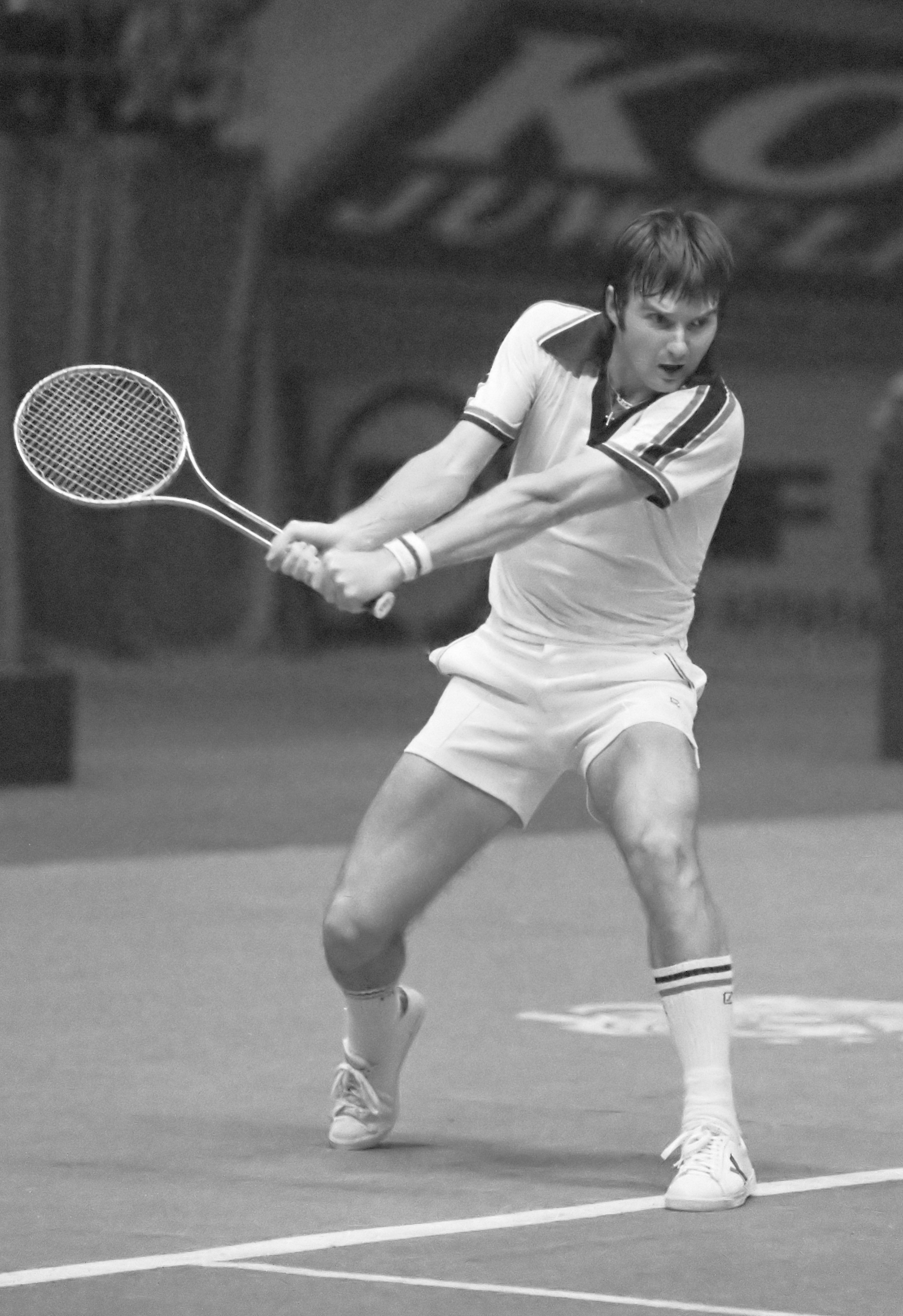
Jimmy Connors (* 1952)

- Connors, Bill (* 1949), US-amerikanischer Jazzgitarrist
- Connors, Carol (* 1940), US-amerikanische Singer-Songwriterin
- Connors, Carol (* 1952), US-amerikanische Pornodarstellerin, Pornoregisseurin und Fernsehpersönlichkeit
- Connors, Chuck (1921–1992), US-amerikanischer Schauspieler und Baseball-Spieler
- Connors, Chuck (1930–1994), US-amerikanischer Jazzmusiker (Bassposaune, Posaune)
- Connors, Graeme (* 1956), australischer Countrysänger und -texter
- Connors, Jimmy (* 1952), US-amerikanischer TennisspielerJimmy Connors (* 1952)
- Connors, Loren (* 1949), US-amerikanischer Experimental- und Improvisationsmusiker (Gitarre)
- Connors, Mike (1892–1949), australischer Schauspieler und Theaterleiter amerikanischer Herkunft
- Connors, Mike (1925–2017), US-amerikanischer Schauspieler
- Connors, Norman (* 1947), US-amerikanischer Jazzmusiker (Schlagzeug, Komposition, Arrangement) und Musikproduzent
- Connors, Patricia (* 1945), US-amerikanische Chordirigentin und Komponistin
- Connors, Peter Joseph (* 1937), australischer Priester und Bischof von Ballarat
- Connors, Ronald Gerard (1915–2002), US-amerikanischer Ordensgeistlicher, katholischer Bischof

### Conns
- Connstein, Wilhelm (* 1870), deutscher Chemiker

### Conny
- Conny (* 1987), deutscher Rapper
- Conny, Jan, afrikanischer Händler, Herr einer Privatarmee und Verbündeter der Brandenburg-Preußen zur Zeit der kurbrandenburgischen Kolonie Groß Friedrichsburg